# Покров (Даниловское сельское поселение)
Покров — село в Даниловском районе Ярославской области, входит в состав Даниловского сельского поселения, центр Покровского сельского округа. 

## География
Расположено на берегу реки Лунка в 10 км на северо-восток от райцентра Данилова. 

## История
Летняя церковь Покрова Пресвятой Богородицы в селе с престолами Святой Мученицы Параскевы и Святого Пророка Ильи построена на средства полковника Дмитрия Евграфовича Поливанова в 1789 году, зимняя Воскресенская церковь с приделами Тихвинской Божьей Матери и Николая Чудотворца построена прихожанами в 1843 году. 
В конце XIX — начале XX века село входило в состав Положниковской волости Даниловского уезда Ярославской губернии.
С 1929 года село входило в состав Ивановского сельсовета Даниловского района, с 1954 года — центр Покровского сельсовета, с 2005 года — в составе Даниловского сельского поселения.

## Население
| 1859 | 1914 | 2002 | 2007 | 2010 |
| ---- | ---- | ---- | ---- | ---- |
| 103  | ↘102 | ↗369 | ↘364 | ↘331 |

## Инфраструктура
В селе имеются Покровская основная школа (открыта в 1985 году), дом культуры, отделение почтовой связи.

## Достопримечательности
В селе расположены недействующая Церковь Покрова Пресвятой Богородицы (1789) и действующая Церковь Воскресения Христова (1843).